# Mansu-Hügel
Der Mansu-Hügel (kor. Mansudae, dt. „Erhebung der 10.000 Jahre/des langen Lebens“) ist eine Erhebung im Stadtbezirk Chung-guyŏk der nordkoreanischen Hauptstadt Pjöngjang.

## Lage und Bauwerke
Der Hügel befindet sich in dem nach ihm benannten Ortsteil Mansu-dong am nördlichen Ufer des Taedong-gang und ist Standort des Großmonuments Mansudae und des Koreanischen Revolutionsmuseums.
Am Fuße des Hügels befinden sich im Norden die Ch’ŏllima-Statue und im Süden die Mansudae-Kongresshalle.